# Roberto Calvi
Roberto Calvi (Milano, 13 aprile 1920 – Londra, 18 giugno 1982) è stato un banchiere italiano.
Dal 1975 al 1982 è stato il presidente del Banco Ambrosiano, una delle principali banche private cattoliche, al centro di una bancarotta considerata uno dei più gravi scandali finanziari italiani che coinvolse la criminalità organizzata, la loggia massonica P2, parti del sistema politico e del Vaticano. È stato infatti soprannominato il "banchiere di Dio" per i suoi stretti legami con l'Istituto per le Opere di Religione (IOR), la banca del Vaticano, maggiore azionista dell'Ambrosiano.
Sono rimaste avvolte nel mistero le circostanze della sua morte, che, dopo la prima frettolosa sentenza che parlava di suicidio, venne chiaramente indicata come un omicidio i cui autori sono ancora oggi ignoti.

## Biografia

### Anni giovanili
Figlio di Giacomo Calvi e Maria Rubini, suo padre era un dirigente della Banca Commerciale Italiana, dove poi verrà assunto anche lui. Si diplomò al Liceo Classico; nel 1939 si iscrisse alla facoltà di Economia e commercio dell'Università Bocconi, dedicandosi nel contempo ad attività politiche, dirigendo l'Ufficio Stampa e Propaganda dei Gruppi Universitari Fascisti. L'entrata dell'Italia nella Seconda guerra mondiale lo costrinse ad interrompere gli studi universitari: nel 1940 venne arruolato come sottotenente di cavalleria nei lancieri di Novara e schierato sul fronte russo, dove affrontò anche la ritirata. 
Dopo la fine del conflitto ottenne un posto alla Banca Commerciale, ma vi rimase solo fino al 1947, quando venne assunto come impiegato dal Banco Ambrosiano grazie ai buoni rapporti del padre con uno dei dirigenti della banca, Alessandro Canesi (futuro direttore generale nel 1959 e, dal 1965, presidente).

### Carriera nel mondo finanziario
Il Banco era una banca privata strettamente legata allo IOR, la banca vaticana. Lavorando nel settore esteri della banca, Calvi acquisì una notevole esperienza nell'ambito dei paradisi fiscali. Nel 1958 divenne assistente personale di Canesi. Nel 1960, con la riorganizzazione del settore esteri, venne nominato responsabile per le operazioni di carattere finanziario; ottenne anche molti incarichi in consigli di amministrazione di diverse controllate estere del Banco Ambrosiano.
Nel 1968 conobbe Michele Sindona, divenendone socio in affari; nel 1975, tramite Sindona, conobbe Licio Gelli e Umberto Ortolani, che lo fecero entrare nella loggia massonica P2 il 23 agosto di quell'anno e fu registrato col numero di serie 519. Grazie all'interessamento di Sindona (amico personale di Canesi) e ai legami con il mondo piduista, nel 1971 Calvi divenne direttore generale, vicepresidente nel 1974 e presidente nel 1975, carica grazie alla quale riuscì ad avviare una serie di speculazioni finanziarie per lanciare il Banco Ambrosiano nella finanza internazionale.
Nel 1971 fu sempre Sindona, dopo il clamoroso fallimento dell'OPA sulla Bastogi (considerato l'inizio della fine dell'impero finanziario sindoniano), a cedere a Calvi il controllo della società finanziaria La Centrale (che deteneva partecipazioni azionarie in molte industrie e banche italiane), la quale fu trasformata da holding industriale a bancario-assicurativa e utilizzata dall'Ambrosiano per acquisire partecipazioni nel Credito Varesino, nella Toro Assicurazioni e nella Banca Cattolica del Veneto.
Nel 1972 Calvi partecipò alla truffa sulla vendita delle azioni della Pacchetti S.p.A., cedute da Sindona alla holding lussemburghese "Zitropo" legata al Banco Ambrosiano ad un prezzo maggiore di quello di mercato: infatti, come scoprì il commissario liquidatore Giorgio Ambrosoli nel 1978, Sindona pagò a Calvi e all'arcivescovo Paul Marcinkus (presidente dello IOR) una tangente di 10 milioni di dollari per concludere quell'affare e il banchiere milanese avrebbe utilizzato la sua parte per dare la scalata alle posizioni di controllo dell'Ambrosiano.
In poco tempo divenne infatti uno dei finanzieri più aggressivi: acquistò la svizzera Banca del Gottardo, fondò una società finanziaria in Lussemburgo, la Banco Ambrosiano Holding, aprì consociate del Banco Ambrosiano in Sudamerica (il Banco Ambrosiano Andino di Lima e il Banco Ambrosiano Group Comercial di Managua) e, insieme all'arcivescovo Marcinkus e a Sindona, fondò la Cisalpine Overseas Bank (poi rinominata Banco Ambrosiano Overseas) a Nassau (Bahamas). Sempre insieme allo IOR, creò una fitta rete di società offshore in paradisi fiscali come il Lussemburgo, Panama o il Liechtenstein finanziate con centinaia di miliardi di lire dalle consociate estere del Banco Ambrosiano, che lo portarono in pochi anni in crisi di liquidità: a loro volta, queste società mossero il denaro verso destinazioni che ancora oggi sono sconosciute e probabilmente servì a finanziare in maniera occulta «paesi e associazioni politico-religiose» volte a contrastare movimenti filomarxisti in America Latina (ad esempio Anastasio Somoza, il dittatore del Nicaragua) ed i regimi comunisti dell'Europa orientale (come il sindacato polacco Solidarność).
La consacrazione come membro del cosiddetto "salotto buono della finanza italiana" si concretizzò con il suo ingresso nel consiglio di amministrazione della Bocconi, in qualità di vicepresidente di Giovanni Spadolini, il quale era molto insofferente della sua presenza. Risalgono a questo periodo (1979-1982) donazioni di centinaia di milioni di lire del Banco Ambrosiano, per mezzo di sue controllate (Banca Cattolica del Veneto e Credito Varesino), all'università. Tali rapporti con l'ateneo italiano suscitarono polemiche e un'interrogazione parlamentare da parte dei Radicali nel 1982.
Nel 1979, con la mediazione di Gelli e Ortolani, Calvi stipulò un accordo con l'industriale Carlo Pesenti, patron di Italcementi, il quale entrò nel c.d.a. della Centrale ed acquistò il 3% delle azioni del Banco Ambrosiano, con il quale era indebitato. Sempre grazie ai buoni uffici di Gelli, strinse un accordo anche con Anna Bonomi Bolchini, detta "la signora della finanza italiana", la quale beneficiò di diversi prestiti dall'Ambrosiano.

### Crisi del Banco Ambrosiano
Il 9 novembre 1977 furono affissi nel centro di Milano numerosi manifesti in cui si accusava Calvi di diversi reati nella gestione del Banco Ambrosiano. L'iniziativa avvenne ad opera del giornalista Luigi Cavallo (legato ad ambienti dei servizi segreti) e si rivelò una manovra ricattatoria di Sindona, che sperava così di ottenere denaro da Calvi per portare a termine il salvataggio delle sue banche. L'accordo per far cessare questa campagna denigratoria fu raggiunto grazie alla mediazione di Gelli e prevedeva il pagamento della somma di 500mila dollari da parte di Calvi al banchiere siciliano, che venne mascherato dietro la vendita fittizia di una villa di proprietà dello stesso Sindona.
Dopo la comparsa dei manifesti, alcuni ispettori della Banca d'Italia guidati dal dottor Giulio Padalino furono inviati dall'allora governatore Paolo Baffi e dal vice direttore generale Mario Sarcinelli per verificare la veridicità delle accuse e con un dettagliato rapporto denunciarono molte irregolarità del Banco Ambrosiano alla magistratura: l'inchiesta venne affidata al sostituto procuratore di Milano Emilio Alessandrini, il quale venne ucciso il 29 gennaio 1979 da un commando di terroristi di Prima Linea. Il 24 marzo successivo, Baffi e Sarcinelli, artefici dell'ispezione, vennero arrestati dal giudice Antonio Alibrandi (padre del terrorista dei NAR Alessandro) su richiesta del pubblico ministero Luciano Infelisi, e costretti alle dimissioni ma poi completamente prosciolti nel 1981, in seguito all'accertamento dell'assoluta infondatezza delle accuse mosse a loro carico.
In seguito il Banco si trovò ad affrontare una prima crisi di liquidità che si risolse grazie a finanziamenti della BNL e dell'Eni per circa 150 milioni di dollari; una seconda crisi di liquidità nel 1980 fu risolta grazie a un nuovo finanziamento dell'ENI di 50 milioni di dollari, per ottenere i quali Calvi — come risulta dagli atti processuali — pagò una tangente di 7 milioni di dollari a Claudio Martelli e a Bettino Craxi versata sul famoso "conto protezione" aperto dal PSI presso l'UBS di Lugano. Nell'aprile 1981, sempre con la mediazione di Gelli e Ortolani, Calvi ottenne il 40% delle quote del Gruppo Rizzoli (che controllava il Corriere della Sera ed altri importanti testate nazionali) in cambio della ricapitalizzazione della società finanziata dal Banco Ambrosiano.
Nel marzo 1981, con la scoperta delle liste degli appartenenti alla loggia P2, Calvi rimase senza protezioni e cercò l'aiuto del Vaticano e dello IOR, ma poco meno di due mesi dopo, il 21 maggio, venne arrestato su ordine del magistrato Gerardo D'Ambrosio per esportazione illecita di valuta, processato e condannato a 4 anni di reclusione. In carcere, Calvi, in preda ad una crisi depressiva, tentò il suicidio ingerendo barbiturici e lanciò velati messaggi ricattatori allo IOR, facendo alcune parziali rivelazioni (la frase "Il Banco Ambrosiano non è mio, io sono soltanto il servitore di qualcuno", pronunciata da Calvi durante il processo, ha lasciato molti dubbi sugli eventi).
In attesa del processo di appello, Calvi fu messo in libertà, tornando a presiedere il Banco con una chiara insoddisfazione intima per mancanza di libertà di agire. Iniziò perciò le manovre per salvarlo dal fallimento: su sua richiesta, vennero firmate dall'arcivescovo Marcinkus e dai dirigenti Luigi Mennini e Pellegrino de Strobel delle lettere di patronage (garanzia di copertura del debito) in cui lo IOR ammetteva di possedere le società offshore estere fortemente indebitate con il Banco Ambrosiano ed, in cambio, Calvi firmò una dichiarazione che tutte le azioni passate e future relative al Banco Ambrosiano fossero sua unica responsabilità. Inoltre, nel disperato tentativo di trovare fondi per il salvataggio, strinse rapporti con Francesco Pazienza (legato al SISMI) e con Flavio Carboni, un discusso imprenditore sardo legato al boss mafioso siciliano Pippo Calò e alla banda della Magliana, con il quale entrò in operazioni immobiliari finalizzate al riciclaggio di denaro sporco; Carboni venne poi condannato e infine assolto con altri come mandante del tentato omicidio di Roberto Rosone, vicepresidente del Banco Ambrosiano, al quale era passata la gestione della banca dopo l'arresto di Calvi.

Rosone fu vittima di un attentato da parte di Danilo Abbruciati, un boss della banda della Magliana, perché aveva cominciato a tenere ordine nei conti del Banco Ambrosiano, anche vietando ulteriori crediti senza garanzia concessi a Flavio Carboni. Lo stesso Carboni, durante il processo, dichiarò: 
 La situazione comunque precipitò e Calvi e Carboni cercarono ancora l'intervento dello IOR, che rifiutò di fornire aiuto di fronte ai numerosi fatti criminosi che via via emergevano.

### L'ultimo viaggio e la morte

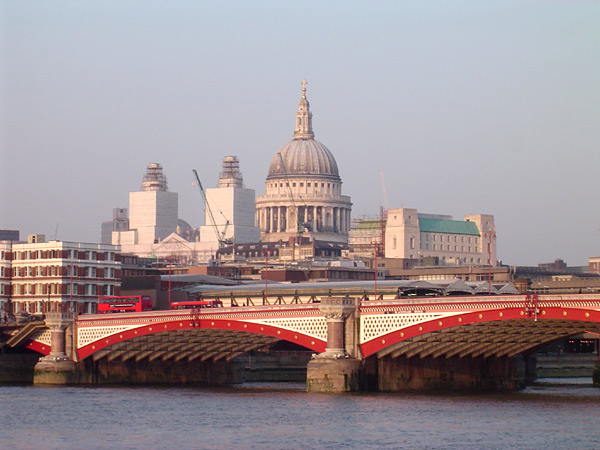
Il Blackfriars Bridge a Londra, sotto al quale Roberto Calvi fu ritrovato impiccato

Il 7 giugno 1982 Calvi incaricò Carboni di organizzare il suo espatrio clandestino a Zurigo, in Svizzera, al fine di cercare fondi e appoggi per far fronte alla pressante richiesta dei dirigenti dello IOR, monsignor Marcinkus e Luigi Mennini, che pretendevano entro la fine del mese il pagamento del debito di 300 milioni di dollari che il Banco Ambrosiano aveva nei confronti della loro banca. Il 9 giugno Calvi da Milano giunse a Roma in aereo, dove incontrò Carboni, che lo affidò ad Emilio Pellicani, suo segretario e factotum. L'11 giugno si diresse in aereo a Venezia, per poi raggiungere in auto Trieste, accompagnato sempre da Pellicani, il quale incontrò Ernesto Diotallevi (imprenditore e boss della Banda della Magliana), che gli consegnò il passaporto falso con le generalità modificate in "Gian Roberto Calvini" per poi darlo a Calvi in una busta insieme alla somma di 7 milioni di lire. Successivamente il banchiere giunse in Jugoslavia con il motoscafo del contrabbandiere triestino Silvano Vittor, e da lì proseguì per Klagenfurt, in Austria, dove fu ospitato dalle sorelle Michaela e Manuela Kleinszig, fidanzate rispettivamente di Vittor e Carboni.
Il 14 giugno incontrò nuovamente Carboni a Bregenz, al confine con la Svizzera, in attesa di partire per Zurigo, ma avvenne un cambio di programma: il 15 giugno partì invece verso Londra dall'aeroporto di Innsbruck con un jet privato messo a disposizione dal finanziere svizzero Hans Albert Kunz; il 16 giugno Carboni partì da Amsterdam insieme alle sorelle Kleinszig per raggiungere Calvi a Londra, dove alloggiava nel residence “Chelsea Cloister” insieme a Silvano Vittor. Ai giudici inglesi, Vittor disse di aver lasciato Calvi da solo nella sua stanza, la sera del 17 giugno tra le ore 23 e le 23:30, e di essersi recato in un pub nelle vicinanze insieme a Carboni e alle sorelle Kleinszig, non trovando più Calvi al suo ritorno. Sempre in quel giorno, il c.d.a. del Banco Ambrosiano aveva deliberato lo scioglimento degli organi amministrativi, richiedendo alla Banca d'Italia l'invio di un Commissario, e si era anche suicidata la sua segretaria personale, Teresa Graziella Corrocher, lanciandosi dal quarto piano dell'edificio milanese sede centrale del Banco.
La mattina del 18 giugno, Calvi venne trovato impiccato ad una impalcatura collocata sotto al Ponte dei Frati Neri, sul greto del Tamigi (51°30′34″N 0°06′16″W), in circostanze che vennero ritenute sospette: oltre al passaporto falso, aveva 16mila dollari addosso e mattoni infilati nelle tasche e all'interno dei pantaloni. Nelle sue tasche vennero ritrovati anche un biglietto da visita di Alvaro Giardili (imprenditore edile legato a Francesco Pazienza e al boss camorrista Vincenzo Casillo), il numero telefonico di monsignor Hilary Franco ed un foglio strappato con alcuni nominativi: quello dell'industriale Filippo Fratalocchi (noto produttore di apparati di guerra elettronica e presidente di Elettronica S.p.A.), del politico democristiano Mario Ferrari Aggradi, del piduista Giovanni Fabbri, di Cecilia Fanfani, dell'amico di Sindona ed ex consigliere del Banco di Roma Fortunato Federici, del piduista e dirigente della BNL Alberto Ferrari, del piduista e dirigente del settore valute del Ministero del commercio con l'estero Ruggero Firrao e del ministro delle finanze socialista Rino Formica.
Quattro giorni dopo la misteriosa morte del banchiere, il ministro del Tesoro Beniamino Andreatta, su proposta della Banca d'Italia, dispose lo scioglimento degli organi amministrativi del Banco Ambrosiano e il 6 agosto successivo la banca venne messa in liquidazione. I commissari liquidatori della Banca d'Italia chiesero all'arcivescovo Marcinkus di saldare il debito dello IOR nei confronti del Banco (1,2 miliardi di dollari), ottenendo una risposta negativa. Lo IOR, senza ammettere alcuna responsabilità, pagò volontariamente, definendolo contributo volontario, 250 milioni di dollari.

## Indagini sulla morte

### Indagini della magistratura inglese
Per la magistratura inglese la morte di Calvi venne archiviata come suicidio, come affermato da una perizia medico-legale. Sei mesi dopo, la Corte suprema del Regno Unito annullò la sentenza per vizi formali e sostanziali e il giudice che l'aveva emessa venne incriminato per irregolarità; il secondo processo britannico lasciò aperta sia la porta del suicidio, sia quella dell'omicidio. Le indagini caddero nella competenza territoriale della polizia City di Londra, indipendente da Scotland Yard, che rimase esclusa dalla vicenda.
Lo scrittore Leonardo Sciascia, in un articolo del 24 luglio 1982 comparso sul quotidiano Il Globo, sostenne che Calvi si fosse suicidato e giudicò assurda l'ipotesi dell'omicidio.
Calvi venne tumulato nel cimitero di Drezzo, frazione del comune di Colverde, in provincia di Como, dove aveva la sua villa.
In Inghilterra, nel settembre 2003, è stato aperto un nuovo procedimento legale sulla morte di Calvi.

### Causa civile intentata dai familiari di Calvi
Nel 1988 iniziò in Italia una causa civile intentata dai familiari del banchiere che, al contrario della giustizia inglese, stabilì che Roberto Calvi era stato ucciso e impose alle Assicurazioni Generali di versare alla famiglia la polizza sulla vita dal valore di 4 miliardi di lire.

### La ricettazione della borsa di Calvi
Nel 1986, nel corso della sua trasmissione su Rai 1, il giornalista Enzo Biagi mostrò ai telespettatori la borsa scomparsa che Calvi portava al momento della morte, portatagli dal senatore missino Giorgio Pisanò, ed il suo contenuto (o quello che ne restava): un mazzo di chiavi, due passaporti del Nicaragua, la patente di Calvi, lettere di Luigi Cavallo a Calvi ed alcune lettere di Calvi al cardinale Pietro Palazzini e a monsignor Hilary Franco . Alla trasmissione partecipò anche Flavio Carboni, una delle ultime persone ad aver visto Calvi in vita, il quale attestò l’autenticità della borsa.
Indagando su Guido Lena, un falsario romano, si scoprì che Carboni avrebbe trattato il contenuto della borsa di Calvi con il Vaticano, tramite monsignor Pavol Hnilica. Per tale ricettazione nel 1993 Carboni, Lena e monsignor Hnilica furono condannati. La prima sentenza fu dichiarata nulla per vizio di procedura, ma ne seguì dopo poco un'altra che confermava i dispositivi della prima. Nel 2000 Carboni e Lena furono condannati, mentre monsignor Hnilica (che intendeva proteggere, dichiarò, il buon nome della Chiesa cattolica) fu assolto per aver agito in stato di necessità. Nel 2005 Carboni e Lena vennero assolti in appello.

### Le dichiarazioni dei collaboratori di giustizia
Una prima indagine sulla morte di Calvi della Procura di Milano condotta dal pm Pier Luigi Maria Dell'Osso concluse che la pista del suicidio non era da escludersi. Nel momento in cui, nel 1992, la Procura di Roma venne in possesso di nuovi elementi, la Cassazione decise il passaggio della competenza da Milano a Roma, nelle persone dei pm Mario Almerighi e Francesco De Leo. Nel 1991 infatti il collaboratore di giustizia Francesco Marino Mannoia aveva dichiarato che Calvi sarebbe stato ucciso dal boss mafioso Francesco Di Carlo, residente a Londra, perché il banchiere non fu capace di recuperare il denaro sporco investito da lui stesso e da Licio Gelli nello IOR e nel Banco Ambrosiano per conto di Pippo Calò, che curava gli interessi finanziari del clan dei Corleonesi. A proposito, Marino Mannoia dichiarò:
Nel 1993, Valerio Viccei (rapinatore ed ex terrorista dei NAR, espatriato dall'Italia a Londra) dichiarò alla magistratura inglese ed italiana che, durante una maxi-rapina a Knightsbridge nel 1987, sarebbe venuto in possesso di alcuni documenti scottanti appartenenti a Calvi e al boss Francesco Di Carlo ma non furono mai trovate conferme a tali rivelazioni (Viccei sarà ucciso nel 2000 nel corso di un conflitto a fuoco con la polizia mentre era in semilibertà). Nel 1996 Francesco Di Carlo, diventato a sua volta collaboratore di giustizia, negò di essere l'assassino di Calvi, ma ammise che Pippo Calò gli aveva chiesto di ucciderlo, ma che poi si organizzò diversamente e gli venne detto che «la questione era stata risolta con i napoletani». Infatti nel 1993, i collaboratori di giustizia Pasquale Galasso e Carmine Alfieri, un tempo capi indiscussi della cosiddetta Nuova Famiglia, avevano raccontato che un uomo di punta della NCO, tale Giuseppe Cillari, avrebbe confidato loro che Vincenzo Casillo (braccio destro di Raffaele Cutolo) era stato l'esecutore materiale dell'omicidio Calvi perché era passato segretamente dalla parte del clan Nuvoletta e per questo doveva fare un favore a Pippo Calò. Già nella seconda metà degli anni 1980, nel contesto dell'inchiesta riguardante il sequestro e la liberazione dell'assessore campano Ciro Cirillo condotta dal giudice istruttore Carlo Alemi, diversi collaboratori di giustizia provenienti dalle file della Nuova Camorra Organizzata e della banda della Magliana rivelarono che Casillo sarebbe stato coinvolto nell'omicidio Calvi.
Nel 1994, Antonio Mancini, ex esponente della banda della Magliana divenuto collaboratore di giustizia, dichiarò che Calvi venne ucciso su ordine di Pippo Calò e del faccendiere Flavio Carboni, che costituiva un anello di raccordo tra la banda della Magliana, la mafia di Pippo Calò e gli esponenti della loggia P2 di Licio Gelli. Nello stesso anno, un altro collaboratore di giustizia siciliano, Vincenzo Calcara, sostenne di avere personalmente partecipato, pochi mesi prima dell'attentato a Giovanni Paolo II nel 1981, al trasferimento di due valigie, contenenti ciascuna cinque miliardi di lire, dall’abitazione siciliana di Francesco Messina Denaro (capo della "famiglia" di Castelvetrano) a quella romana del notaio Salvatore Albano (a detta di Calcara membro, come Marcinkus, dell'Ordine dei Cavalieri del Santo Sepolcro, "contatto" fra Cosa nostra e il Vaticano, nonché notaio personale di Giulio Andreotti) per essere investiti in Sud America e nei Caraibi attraverso Calvi e Marcinkus. Altri due collaboratori di giustizia provenienti dalle file di Cosa nostra, Angelo Siino e Gioacchino Pennino, parlarono del ruolo svolto da Calvi nel riciclaggio di denaro sporco di pertinenza dell'organizzazione mafiosa.
Nel 2003, Eligio Paoli (ex contrabbandiere triestino ed amico di Silvano Vittor con un passato di informatore della Guardia di Finanza) rivelò ai pm Anna Maria Monteleone e Luca Tescaroli che Calvi sarebbe caduto vittima di una trappola architettata da Licio Gelli ed Umberto Ortolani e che uno degli assassini del banchiere sarebbe stato l'antiquario e trafficante di droga romano Sergio Vaccari, da tempo residente a Londra ed a sua volta ucciso in circostanze poco chiare il 16 settembre 1982, a soli tre mesi dalla morte di Calvi. Il presunto coinvolgimento di Vaccari era già emerso nel 1992, nel corso di un reportage del giornalista del Sunday Times Charles Raw.

### Il processo in Italia
L'indagine proseguì con l'ordinanza di custodia cautelare emessa nel 1997 dal gip Mario Almerighi a carico di Pippo Calò e Flavio Carboni, accusati di essere i mandanti dell'omicidio. L'anno successivo, il Gip Otello Lupacchini ordinò una nuova perizia sulla salma riesumata di Calvi, eseguita da un collegio di periti (anche stranieri) e che stabilì l'infondatezza dell'ipotesi del suicidio. Cogliendo questa occasione, a fine esame, la famiglia decise di portare la salma di Calvi a Tremenico, in provincia di Lecco, nel locale cimitero nell'edicola di famiglia.
Nel 2002, ancor prima dell'inizio del processo, si aggiunsero le dichiarazioni di nuovi collaboratori di giustizia: Nino Giuffrè, ex fedelissimo di Bernardo Provenzano, affermò di aver saputo da Lorenzo Di Gesù (braccio destro di Calò) che Calvi era stato "suicidato" per volere di tre entità (mafia, massoneria e Vaticano) che avevano perso i loro investimenti nelle sue banche mentre Luigi Giuliano (ex capo dell'omonimo clan camorristico di Forcella) affermò di essere stato incaricato da Pippo Calò e Gaetano Badalamenti di compiere una rapina alla Banca Antonveneta di Padova (1975), nella quale, per conto di Calvi, doveva recuperare dei documenti compromettenti che avrebbero salvato la vita al banchiere ma la rapina fallì per l’intervento della polizia e ciò determinò la decisione di uccidere Calvi.
Il processo penale iniziò il 5 ottobre 2005 in una speciale aula approntata all'interno del carcere di Rebibbia, a Roma con imputati Pippo Calò e Flavio Carboni, accusati di omicidio, Ernesto Diotallevi, esponente della banda della Magliana, Silvano Vittor (contrabbandiere) e la compagna di Carboni, Manuela Kleinszig.
L'accusa fece leva sulle circostanze della morte di Calvi per dimostrare la colpevolezza degli imputati (tra cui una telefonata effettuata dalla camera dove alloggiava il banchiere, i tempi morti nella ricostruzione, ecc.), sulle difficoltà di accesso per un uomo di 60 anni al luogo in cui era stata legata la corda, e su una serie di perizie sul livello del Tamigi. Dall'altro lato, la difesa puntò sulla sostanziale assenza di prove contro gli imputati e sull'assenza di un movente forte per scagionare Carboni e Calò.
Nel marzo 2007 il pm Luca Tescaroli aveva chiesto l'ergastolo per Pippo Calò, per Flavio Carboni, per Ernesto Diotallevi e per Silvano Vittor, accusato di essere stato uno degli esecutori materiali del delitto; assoluzione piena era stata invece richiesta per Manuela Kleinszig. Per l'accusa tre motivi principali sarebbero stati alla base del delitto: gli organizzatori dell'omicidio ritenevano che il banchiere avesse male amministrato il denaro di Cosa Nostra, sospettavano potesse rivelare i segreti del sistema di riciclaggio messo in piedi attraverso il Banco Ambrosiano e ritenevano, compiuto il delitto, di poter avere maggiore peso negoziale nei confronti di coloro che erano coinvolti con Calvi.
Il capo d'imputazione recitava:
Il 6 giugno 2007 la seconda Corte d'assise di Roma, presieduta da Mario Lucio d'Andria, emise una sentenza di assoluzione per tutti gli imputati per il processo Calvi. Flavio Carboni, Pippo Calò, Ernesto Diotallevi e Silvano Vittor furono assolti ai sensi dell'articolo 530 c.p.p., 2º comma, ossia per insufficienza di prove. Assolta con formula piena invece Manuela Kleinszig, come chiesto dallo stesso PM. Le accuse dei collaboratori di giustizia furono ritenute contraddittorie, non provate ed, in certi casi, non attendibili ma, secondo i giudici, la tesi del suicidio “è impossibile e assurda”. Risulta però provato che Cosa nostra utilizzava “il Banco Ambrosiano e lo IOR come tramite per massicce operazioni di riciclaggio”.
Restava aperto invece il secondo filone dell'inchiesta romana, a proposito dei mandanti dell'omicidio, tra i cui indagati figurava anche Licio Gelli.
Il 7 maggio 2010 la Corte d'assise d'appello di Roma confermò le assoluzioni di Carboni, Calò e Diotallevi per l'omicidio del banchiere. Nelle motivazioni della sentenza si legge: “Roberto Calvi è stato ammazzato, non si è ucciso”.

### L'archiviazione nei confronti di Gelli, Carboni, Pazienza ed altri
A novembre 2016, su richiesta del pm Tescaroli, il gip romano Simonetta D'Alessandro archiviò il procedimento che vedeva indagati Licio Gelli (accusato di essere l'organizzatore dell'omicidio), il finanziere svizzero Hans Albert Kunz, l'ex agente segreto Francesco Pazienza, Maurizio Mazzotta (segretario di Pazienza), Vincenzo Casillo (il braccio destro di Raffaele Cutolo ucciso sette mesi dopo Calvi) e di nuovo Flavio Carboni, tutti collegati alla fase esecutiva del delitto. Nella richiesta d'archiviazione si legge che lo sforzo della pubblica accusa consegna comunque un’ipotesi storica dell'assassinio difficilmente sormontabile: "una parte del Vaticano, ma non tutto il Vaticano; una parte di Cosa Nostra, ma non tutta Cosa Nostra; una parte della massoneria, ma non tutta la massoneria", e in una parola, la contiguità tra i soli livelli apicali in una fase strategica di politica estera, che ha bruciato capitali, che secondo i pentiti, erano di provenienza mafiosa. Il Banco Ambrosiano riciclava denaro mafioso e al contempo finanziava segretamente, in chiave anticomunista, “nel quadro di una più ampia strategia del Vaticano”, il sindacato polacco Solidarność e i regimi totalitari sudamericani, spiegava Tescaroli. Dunque né Calò né Marcinkus “potevano accettare il rischio” che Calvi, ormai alle strette, fallito e inseguito da un mandato di cattura, rivelasse agli inquirenti “quella tipologia di attività illecita, volta a far convogliare denari mafiosi in quelle direzioni, e l’attività di riciclaggio che attraverso il Banco veniva espletata”. Tra gli altri possibili moventi, emersi durante i lunghi anni di indagini, l’impossibilità da parte di Calvi di restituire un'ingente somma di denaro ai mafiosi. “Le rogatorie avviate verso lo Stato della Città del Vaticano hanno avuto esiti pressoché inutili”, scrive il giudice nel decreto d’archiviazione. Per questo non è stato possibile ricostruire il ruolo esatto di Marcinkus e soprattutto i flussi finanziari che legavano il Banco Ambrosiano allo IOR.

## Ipotesi alternative sulla morte di Calvi
Le modalità sospette della morte di Calvi, riconosciuta come omicidio dalla magistratura italiana soltanto nel 2007, hanno dato vita ad ipotesi, rivelazioni, congetture e vere e proprie teorie del complotto, rimaste spesso indimostrate.

### Il presunto coinvolgimento dell'Opus Dei e la ricostruzione di Pinotti
Il giornalista Ferruccio Pinotti nel libro Poteri forti (BUR, 2005) ha indagato sulla morte di Calvi, dopo avere ripetutamente ascoltato il figlio del banchiere, Carlo, che per anni ha ricostruito le vicende legate alla carriera e alla misteriosa morte del padre. Pinotti descrive le operazioni finanziarie con le quali Calvi riuscì a rendere il Banco Ambrosiano padrone di se stesso, così da poterlo gestire in piena autonomia. Operazioni tuttavia che rendono Calvi ricattabile e lo costringono a erogare cospicui finanziamenti a società dipendenti dallo IOR guidato dall'arcivescovo Marcinkus.
Quando si manifestarono difficoltà finanziarie, l'Ambrosiano cercò di recuperare il denaro prestato all'Istituto vaticano senza riuscirvi. Calvi allora avrebbe provato a rivolgersi ad ambienti religiosi vicini all'Opus Dei, che sarebbero stati disponibili a coprire i debiti dello IOR per ottenere maggior peso in Vaticano. Secondo la testimonianza di Carlo Calvi, il personaggio chiave che aveva stabilito i rapporti tra Roberto Calvi e l’Opus Dei era monsignor Hilary Franco, prelato che lavorava in Vaticano, il quale ha sempre smentito. Tentativo senza successo, perché ostacolato da quanti (come il cardinale Agostino Casaroli, Segretario di Stato della Santa Sede) temono che il potere dell'Opus Dei possa crescere e per impedirlo sono disposti a lasciare fallire il Banco Ambrosiano.
I segreti e gli interessi economici legati alla mancata restituzione da parte dello IOR del denaro ricevuto dal Banco Ambrosiano e connessi alle operazioni finanziarie che lo IOR realizzava per conto di propri clienti italiani desiderosi di esportare valuta aggirando le norme bancarie sarebbero quindi all'origine della decisione di uccidere Roberto Calvi, che, disperato e temendo di finire in carcere, avrebbe potuto rivelare quanto sapeva ai magistrati. L'ultimo viaggio del banchiere a Londra sarebbe stato finalizzato a prendere contatto con i vertici finanziari dell'Opus Dei per trovare i fondi necessari per il salvataggio del Banco.

Il vaticanista Giancarlo Zizola, citato da Pinotti nel suo libro, scrisse: 
(Giancarlo Zizola, La restaurazione di papa Wojtyla, Roma-Bari, Laterza, 1985)
Questa ricostruzione è stata criticata, in particolare da parte dell'Opus Dei che ha sempre dichiarato di non aver intrattenuto rapporti con Roberto Calvi e il Banco Ambrosiano.
Il 19 novembre 1982 l'allora responsabile dell'Opus Dei per l'Italia don Mario Lantini scrisse a Clara e Carlo Calvi una lettera in cui, riferendosi alle interviste da loro rilasciate al Wall Street Journal, a La Stampa e a L'Espresso riguardo «rapporti che il defunto Roberto Calvi avrebbe intrattenuto con l'Opus Dei», dichiarò che «nessuna persona per conto dell'Opus Dei ha mai intrattenuto alcun rapporto o trattativa, né direttamente né indirettamente, né con Roberto Calvi né con lo IOR». Esprimeva inoltre «la necessità di conoscere a quali elementi Loro fanno riferimento nel parlare dell'Opus Dei» e di «fornire indicazioni su persone, fatti, circostanze e precisare ogni altro dato utile al chiarimento dei fatti».

### Il ruolo della massoneria internazionale
Nell'intervista resa a Nick Tosches prima di finire avvelenato in carcere, Michele Sindona affermò: «Calvi è stato assassinato, e quelli che lo hanno ucciso hanno fatto apparire la cosa come una sorta di rituale massonico». Infatti, secondo Tosches, il delitto presenterebbe una chiara simbologia massonica: il nome del Ponte sotto cui fu trovato impiccato (Frati Neri) indicherebbe i massoni (l'utilizzo del cappuccio nero e "fratello" riferito agli altri affiliati) ed infatti "Blackfriars" era il nome di una loggia massonica di Newcastle-on-Tyne. Altri simboli massonici sono il cappio e i mattoni fatti ritrovare sul corpo di Calvi.

### Il presunto ruolo di Andreotti
Il 2 febbraio 1989 Clara Canetti, vedova di Calvi, nel corso di una puntata della trasmissione televisiva Samarcanda affermò che il marito le avrebbe confidato che il vero capo della loggia P2 era l'onorevole Giulio Andreotti, il quale lo avrebbe minacciato indirettamente attraverso Giuseppe Ciarrapico e gli avrebbe fatto dei discorsi che lo turbarono: di tali affermazioni però non sono mai stati raccolti riscontri attendibili, anche se è accertato che Calvi, prima di partire per Londra dove venne ritrovato morto, incontrò realmente Andreotti e Ciarrapico, che lo invitarono a cena per discutere di alcune divergenze che lui aveva avuto con Orazio Bagnasco, nuovo vicepresidente del Banco Ambrosiano.

### Coinvolgimento dei servizi segreti inglesi
Secondo l'ex magistrato Carlo Palermo, Calvi sarebbe stato eliminato dai servizi segreti inglesi perché nel 1980 il Banco Ambrosiano avrebbe finanziato una partita di missili acquistati dall'Argentina ed utilizzati nella Guerra delle Falkland (1982) combattuta contro il Regno Unito. Infatti, secondo questa ricostruzione, la scelta del Ponte dei Frati Neri rappresenterebbe un messaggio sinistro poiché era dipinto di bianco e azzurro, i colori della bandiera argentina.

### Il collegamento con la strage di Bologna
Nella memoria della Procura generale di Bologna, a conclusione del processo che nel 2022 ha condannato in primo grado Paolo Bellini all’ergastolo per la strage di Bologna del 2 agosto 1980, Calvi viene definito come "finanziatore involontario" dell'attentato. Infatti, secondo le indagini dei magistrati bolognesi, 15 milioni di dollari furono sottratti dal Banco Ambrosiano e transitarono sui conti correnti svizzeri di Licio Gelli e del suo braccio destro, Umberto Ortolani, e poi furono in parte utilizzati per finanziare l'esecuzione della strage da parte dei Nuclei Armati Rivoluzionari. Secondo questa ipotesi, Calvi sarebbe stato ucciso dopo aver capito di essere stato raggirato da Gelli e Ortolani sulla reale destinazione del denaro.

### Il presunto ruolo dei cartelli sudamericani della droga
Nel suo libro autobiografico Il re della cocaina (2012), edito in Italia da Mondadori, Ayda Suarez Levy, vedova del narcotrafficante boliviano Roberto Suarez Gomez, afferma che Calvi stava riciclando i soldi del Cartello di Medellín attraverso la filiale del Banco Ambrosiano a Nassau, nelle Bahamas. Infatti raccontò che, sei mesi prima della sua morte a Londra, il banchiere italiano avrebbe richiesto l'intervento di suo marito attraverso l'uomo d'affari tedesco Gunter Sachs per placare le richieste di Pablo Escobar, il quale voleva restituito il denaro investito nel Banco.

### Il presunto coinvolgimento della banca Rothschild
Nel 1992, il banchiere Jürg Heer, ex dirigente della filiale della Banca Rothschild di Zurigo dalla quale fu licenziato in tronco con accuse di frode e irregolarità, rilasciò una serie di interviste in cui affermava che i 5 milioni di dollari pagati come compenso agli assassini di Calvi sarebbero stati forniti proprio dalla Banca Rothschild per conto della loggia massonica P2 e che lui stesso avrebbe consegnato il denaro a due misteriosi italiani a Zurigo. Le affermazioni del banchiere furono però smentite dai vertici della Banca e non furono mai verificate.

### Il presunto collegamento con il rapimento di Emanuela Orlandi
Nel 2006 e nel 2009 Sabrina Minardi, ex moglie del calciatore Bruno Giordano e amante di Enrico De Pedis (boss della Banda della Magliana assassinato nel 1990) nonché abituale consumatrice di cocaina, intervistata dalla giornalista Raffaella Notariale della redazione di Chi l'ha visto?, ha raccontato di aver conosciuto Roberto Calvi e Paul Marcinkus a casa di Flavio Carboni, che aveva conosciuto a sua volta in un ristorante a Trastevere nel 1981, di essere stata lei a presentarli a De Pedis e soprattutto di essere stata, poco prima della sua morte, l’amante dello stesso Calvi che le avrebbe intestato una villa a Monte Carlo, poi rivenduta dalla donna, e le avrebbe prestato il suo aereo privato per portare la madre a Parigi per la chemioterapia. La Minardi riferì inoltre che il sequestro della giovane Emanuela Orlandi (figlia di un commesso della Prefettura della casa pontificia, misteriosamente scomparsa nel nulla nel giugno 1983, ad un anno dalla morte di Calvi) sarebbe stato effettuato da De Pedis su ordine di Marcinkus «per mandare un messaggio a qualcuno sopra di loro» come parte di un «gioco di potere» e per il rapimento sarebbe stata utilizzata una BMW appartenuta a Carboni e guidata dalla Minardi stessa. Carboni in un’intervista ha detto che la Minardi ha mentito e di non ricordare di averla mai conosciuta. In risposta la Minardi ha descritto nel dettaglio alcuni appartamenti di Carboni al Fleming e ai Parioli.

Secondo la versione riportata in diverse interviste da due collaboratori di giustizia un tempo appartenenti alla Banda della Magliana, Antonio Mancini e Maurizio Abbatino, la criminalità organizzata avrebbe prima ucciso Calvi e poi avrebbe rapito la Orlandi per ricattare il Vaticano al fine di riavere indietro i soldi perduti nel crack del Banco Ambrosiano:
(Maurizio Abbatino intervistato dalla giornalista Raffaella Fanelli nel 2018)
Va specificato che al di là delle dichiarazioni di Mancini e Abbatino, i quali all'epoca dei fatti erano rispettivamente uno in carcere e l'altro avversario di De Pedis, l'ipotesi del ricatto economico della Banda della Magliana ai danni dello IOR non è mai stata supportata da alcun riscontro e alcuna prova. Inoltre questa ipotesi che vedrebbe lo IOR di Marcinkus come vittima del ricatto entrerebbe in contraddizione con le dichiarazioni di Sabrina Minardi secondo cui Marcinkus sarebbe stato il mandante del sequestro, dichiarazioni che, a loro volta, sono prive di riscontri in quanto contraddistinte da «contraddizioni e inverosimiglianze» (anche a causa dell'abbondante uso di cocaina da parte della donna in passato), come scrisse il GIP del Tribunale di Roma, Giovanni Giorgianni, nell’ottobre 2015 nella richiesta d'archiviazione del caso Orlandi.

## Influenza culturale
- Il presunto suicidio di Calvi viene citato nel videogioco Assassin's Creed: Syndicate, nella scheda che descrive il ponte dei Frati Neri. Calvi non viene nominato, ma ci si riferisce a lui come "faccendiere italiano".[senza fonte]
- Il suicidio di Calvi è citato nel film Il padrino - Parte III, dove però viene chiamato con un nome fittizio.
- Il rapper romano Chicoria cita la morte di Calvi nel brano Politica & stronzate.
- Il personaggio di Tano Cariddi, interpretato da Remo Girone, nella fiction televisiva La Piovra è ispirato in parte alla figura di Calvi, soprattutto per i suoi stretti legami con altri faccendieri, oltre che con la mafia siciliana, e per la sua attività di riciclaggio di denaro e trasferimento di fondi in paradisi fiscali come l'Overseas Nassau Bank citata anche nel film di Giuseppe Ferrara, I banchieri di Dio - Il caso Calvi. Il nome dell'istituto di credito diretto da Tano Cariddi, denominato "Banca Antinari" con sede a Milano richiama vagamente quello del Banco Ambrosiano.
- Il regista Terry Gilliam ha spiegato che per la scena del suo film Parnassus - L'uomo che voleva ingannare il diavolo (2009), in cui il protagonista è impiccato sotto il ponte sul Tamigi, si è ispirato all'episodio del ritrovamento del cadavere di Calvi[115].

## Archivio
L'archivio del Banco Ambrosiano Veneto (1892-2000) è conservato presso l'Archivio storico Intesa Sanpaolo.

## Filmografia

### Cinema
- Il padrino - Parte III, regia di Francis Ford Coppola (1990), in cui il personaggio di Frederick Keinszig si ispira a Calvi.
- I banchieri di Dio - Il caso Calvi, regia di Giuseppe Ferrara (2002).
- La verità sta in cielo, regia di Roberto Faenza (2016).

### Televisione
- Corrado Augias, Telefono giallo: Il caso Calvi, Rai 3, 6 giugno 1988.
- Carlo Lucarelli, Blu notte - Misteri italiani: ep. 7x04, Roberto Calvi, Rai 3, 28 novembre 2001.
- Enzo Biagi: C'era una volta Roberto Calvi, regia di Sarah Nicora – documentario (2011)
- L'assassinio del banchiere di Dio, (tit. or. Murder of God's Banker), regia di Tom Donahue - serie tv docudrama britannica in 4 episodi, (2022)[117]